# Jean-Brice Wadriako
Jean-Brice Huta Wadriako (15 gennaio 1993) è un calciatore francese, difensore del Tiga Sport.

## Carriera

### Nazionale
Ha debuttato con la Nazionale Under-20 il 23 marzo 2013, in Figi-Nuova Caledonia (3-2), in cui ha siglato la rete del definitivo 3-2. Ha collezionato in totale, con la maglia della Nazionale Under-20, 4 presenze e due reti. Ha debuttato con la Nazionale Under-23 il 15 luglio 2015, in Nuova Caledonia-Figi (2-1). Ha collezionato in totale, con la maglia della Nazionale Under-23, due presenze. Ha debuttato in Nazionale maggiore il 29 maggio 2016, in Papua Nuova Guinea-Nuova Caledonia (1-1). Ha messo a segno la sua prima rete con la maglia della Nazionale maggiore il 1º giugno 2016, in Nuova Caledonia-Samoa (7-0). Ha partecipato, con la Nazionale maggiore, alla Coppa delle nazioni oceaniane 2016.